# Object Oriented System Analysis
Object Oriented System Analysis (OOSA) ist eine der früh im Softwareentwurf eingesetzten Modellierungssprachen und wurde von Sally Shlaer und Stephen Mellor entwickelt. Sie enthält eine Vielzahl von Diagrammarten, um die Funktionalität und Struktur von Softwaresystemen zu spezifizieren, die denjenigen der Unified Modeling Language (UML) sehr ähnlich sind. Mittlerweile hat sich UML weitgehend durchgesetzt.